# Pauropsylla willcocksi
Pauropsylla willcocksi är en insektsart som beskrevs av Dtbsky 1918. Pauropsylla willcocksi ingår i släktet Pauropsylla och familjen spetsbladloppor. Inga underarter finns listade i Catalogue of Life.